# Preston (Misuri)
Preston es una villa ubicada en el condado de Hickory en el estado estadounidense de Misuri. En el Censo de 2010 tenía una población de 223 habitantes y una densidad poblacional de 114,19 personas por km².

## Geografía
Preston se encuentra ubicada en las coordenadas 37°56′28″N 93°12′46″O / 37.94111, -93.21278. Según la Oficina del Censo de los Estados Unidos, Preston tiene una superficie total de 1.95 km², de la cual 1.95 km² corresponden a tierra firme y (0%) 0 km² es agua.

## Demografía
Según el censo de 2010, había 223 personas residiendo en Preston. La densidad de población era de 114,19 hab./km². De los 223 habitantes, Preston estaba compuesto por el 97.76% blancos, el 0.45% eran afroamericanos, el 1.79% eran amerindios, el 0% eran asiáticos, el 0% eran isleños del Pacífico, el 0% eran de otras razas y el 0% pertenecían a dos o más razas. Del total de la población el 0% eran hispanos o latinos de cualquier raza.